# 도조정 (효고현)
도조정(東条町)은 효고현 남동부에 있던 정으로, 가토군에 속했다.
2006년에 가토군 야시로정, 다키노정과 신설합병해, 가토시가 되었기 때문에 소멸하였다.

## 역사
- 1955년 3월 31일 - 나카토조촌, 가미토조촌이 합병해 성립하였다.
- 2006년 3월 20일 - 다키노정, 야시로정과 합병해 가토시가 성립하였다. 동일 도조정은 폐지되었다.

## 교통

### 철도
- 서일본 여객철도 가코가와 선

### 도로
- 주고쿠 자동차도